# 53 ق هـ
53 ق هـ هي الفترة الممتدة تقريباً من 12 فبراير 571 إلى 31 يناير 572.

## أحداث
- دحر جيش أبرهة الأشرم الذي قصد هدم الكعبة فيما سمي عام الفيل، على الأرجح.

## مواليد
- مولد النبي محمد في 12 ربيع الأول -ترجيحاً- الموافق تقريباً 23 أبريل 571.
- مولد طالب بن أبي طالب [1]
- مولد صفية بنت عبد المطلب
- مولد أبو سفيان بن الحارث

## وفيات
- معبد بن زرارة